# CEIP Pompeu Fabra
El CEIP Pompeu Fabra és un edifici escolar del municipi de Llançà (Alt Empordà), inclòs en l'Inventari del Patrimoni Arquitectònic de Catalunya. Actualment acull l'Escola Pompeu Fabra (Q111283949).

## Descripció
És situada dins del nucli urbà de la població de Llançà, a la banda de migdia del terme, a la zona coneguda com les Esplanes.
Es tracta d'un edifici aïllat, de planta més o menys rectangular, format per setze unitats modulars adossades, amb les cobertes d'un i dos vessants, i distribuïdes en dues plantes. Els mòduls són de diferents mides, plantes i alçades. La construcció compta amb petits patis interiors que donen entrada de llum natural a l'interior, amb grans porxos a l'exterior. En general, les obertures són rectangulars i de grans dimensions, per aprofitar també l'entrada de llum. De la façana principal en destaca la decoració central a base de plaques decorades, darrere la qual hi ha l'accés a l'interior de l'edifici.
La construcció està arrebossada i pintada de color groc i grana.

## Història
L'escola es va realitzar segons la direcció i obra de l'arquitecte Josep Maria Claret i Rubira, qui l'any 1974 presentà el projecte per al col·legi de les Esplanes per substituir l'escola construïda els anys 1928-29, que havia quedat petita.
La construcció seguia el model tipificat pel Ministerio de Educación y Ciencia. Té una estructura modular per tal de facilitar la flexibilitat en les redistribucions que es fessin necessàries. També es va tenir en compte la climatologia de la zona a l'hora de dissenyar els porxos i els patis interiors.
L'edifici fou beneït i inaugurat el dia 7 de novembre de 1976, encara que no començà a funcionar fins al segon trimestre, passat el període nadalenc.
En el moment de la inauguració la matrícula era de 542 alumnes i deu anys més tard es van haver d'habilitar el laboratori, la sala de professors i la biblioteca com a aules per acollir els infants.